# Nemojov
Nemojov är en ort i Tjeckien. Den ligger i den nordöstra delen av landet, 100 km öster om huvudstaden Prag. Nemojov ligger 394 meter över havet och antalet invånare är 506.
Terrängen runt Nemojov är kuperad söderut, men norrut är den platt.Runt Nemojov är det ganska tätbefolkat, med 239 invånare per kvadratkilometer. Närmaste större samhälle är Dvůr Králové nad Labem, 5,7 km sydost om Nemojov. Omgivningarna runt Nemojov är en mosaik av jordbruksmark och naturlig växtlighet.